# Campeonato Italiano de Rugby 1967-68
El Campeonato de Rugby de Italia de 1967-68 fue la trigésimo octava edición de la primera división del rugby de Italia.

## Sistema de disputa
Los equipos se enfrentaron en condición de local y de visitante a cada uno de sus rivales.
El equipo que al finalizar el torneo se encuentre en la primera posición se declara automáticamente como campeón.
Mientras que los dos últimos equipos descenderán directamente a la segunda división.

## Desarrollo
- Tabla de posiciones:[1]

| Pos. | Equipo          | Encuentros | Encuentros | Encuentros | Encuentros | Tantos | Tantos | Tantos | Puntos |
| Pos. | Equipo          | PJ         | PG         | PE         | PP         | F      | C      | Dif    | Puntos |
| ---- | --------------- | ---------- | ---------- | ---------- | ---------- | ------ | ------ | ------ | ------ |
| 1.º  | Fiamme Oro      | 22         | 17         | 3          | 2          | 216    | 53     | +163   | 37     |
| 2.º  | L'Aquila Rugby  | 22         | 16         | 3          | 3          | 197    | 63     | +124   | 35     |
| 3.º  | Rugby Parma     | 22         | 9          | 4          | 9          | 117    | 105    | +12    | 22     |
| 4.º  | CUS Roma        | 22         | 8          | 5          | 9          | 186    | 178    | +8     | 21     |
| 5.º  | Petrarca Padova | 22         | 8          | 5          | 9          | 126    | 129    | -3     | 21     |
| 6.º  | Olimpic '52     | 22         | 8          | 5          | 9          | 93     | 124    | -31    | 21     |
| 7.º  | Partenope Rugby | 22         | 9          | 3          | 10         | 123    | 209    | -86    | 21     |
| 8.º  | CUS Milano      | 22         | 7          | 5          | 10         | 115    | 171    | -56    | 19     |
| 9.º  | Rugby Rovigo    | 22         | 8          | 3          | 11         | 126    | 149    | -23    | 19     |
| 10.º | Rugby Brescia   | 22         | 6          | 6          | 10         | 117    | 123    | -6     | 18     |
| 11.º | Rugby Livorno   | 22         | 6          | 5          | 11         | 89     | 143    | -54    | 17     |
| 12.º | Amatori Milano  | 22         | 3          | 7          | 12         | 76     | 134    | -58    | 13     |

|  | Campeón.                 |
|  | Descendido a la Serie B. |

| Bandera de Italia  |
| Campeón Fiamme Oro |
| Quinto título      |